# Gendarmerie nationale nigérienne
La gendarmerie nationale nigérienne est une force militaire de défense et de sécurité publique du Niger. La gendarmerie nationale est inspirée de la gendarmerie de l'ancienne puissance coloniale, la France. Son objectif est d'assurer la protection de la police administrative, police judiciaire et police militaire. La Gendarmerie Nationale est une force de police militaire qui regroupe plus 10 000 militaires,.

## Histoire
À la suite de la création de la République du Niger et en prévision de son indépendance, la gendarmerie coloniale a commencé à transférer le commandement à des officiers nigériens. En août 1962, le lieutenant Badie Garba remplace le capitaine Maurice Dapremont, alors commandant supérieur de la gendarmerie nationale, devenant ainsi le premier chef nigérien du corps de la gendarmerie. 

## Structure et organisation

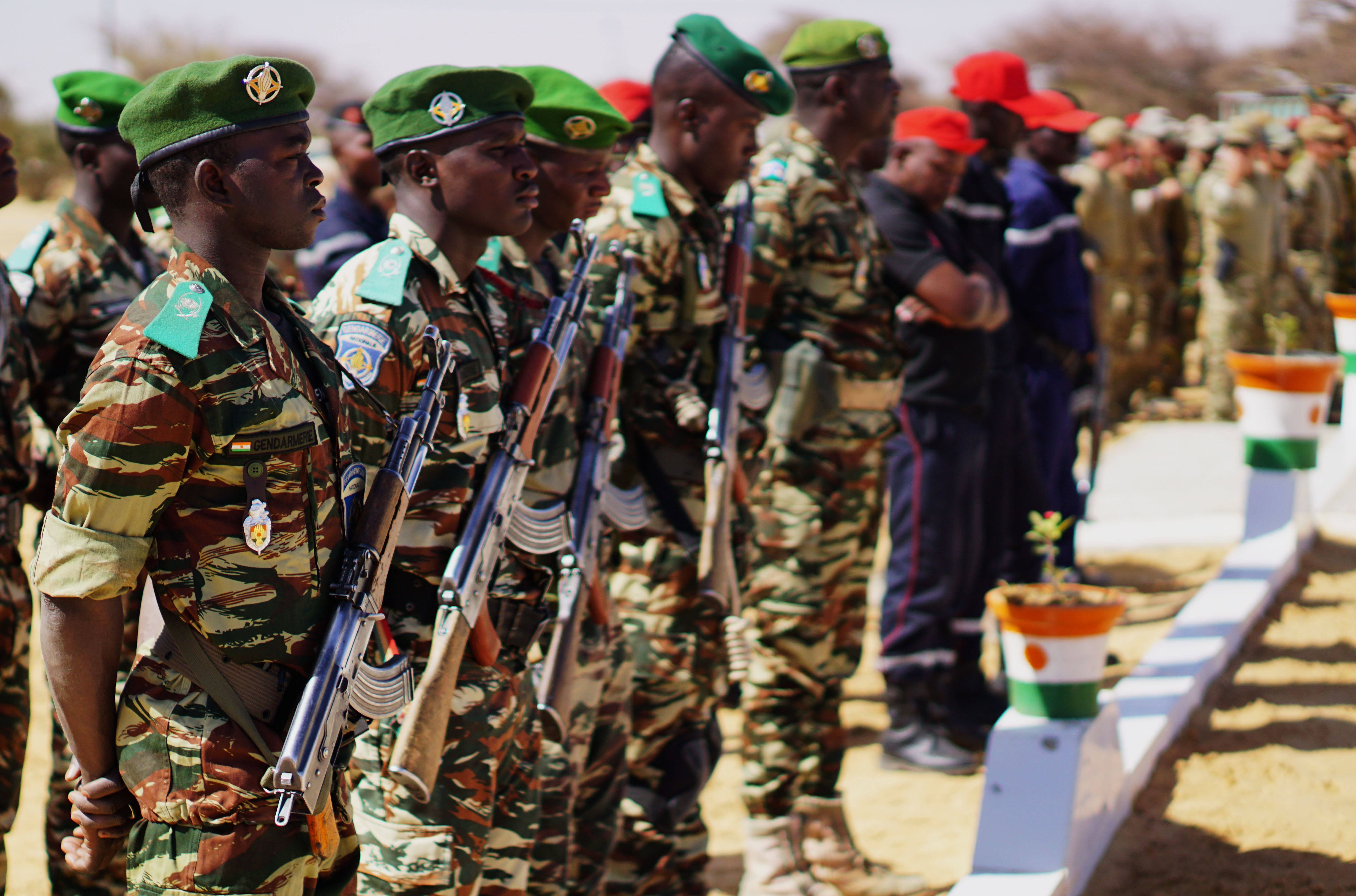
Gendarmes nigériens à Diffa, février 2017.

La gendarmerie nationale a son siège à Niamey et compte huit (08) légions  basés à chaque chef lieu de région (Niamey, Agadez, Zinder, Tahoua, Diffa, Maradi, Dosso et Tillaberi) . quatorze (14) Brigades mixtes (brigade territoriales et routières) et un escadron d'escorte et de sécurité routière de la gendarmerie nationale et est chargée de la sécurité des autoroutes du pays, gérant principalement des points de contrôle.

## Juridiction
Lorsque la direction de la police nationale a été transférée au ministère de l'intérieur (en) en 2003, la gendarmerie est restée sous la direction du ministère de la défense nigérien. 

## Unités spécialisées

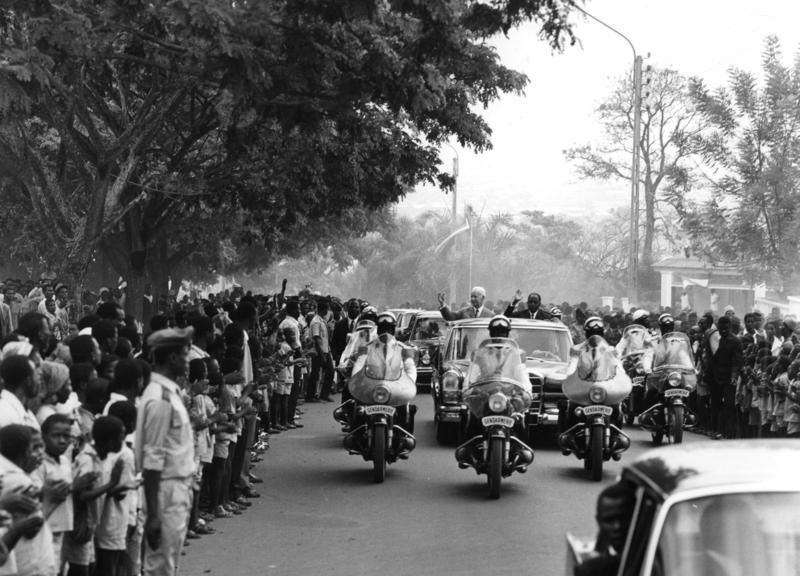
Le peloton mototycliste de Niamey en 1969.

La gendarmerie nationale comprend des unités de patrouille de police et de sécurité institutionnelles, ainsi que des unités spécialisées, notamment un peloton de sécurité routière de Niamey pour la circulation et l'escorte des personnalités, une Division Télécommunication de la Gendarmerie, et une Gendarmerie Fluviale.

## Brigade Fluviale

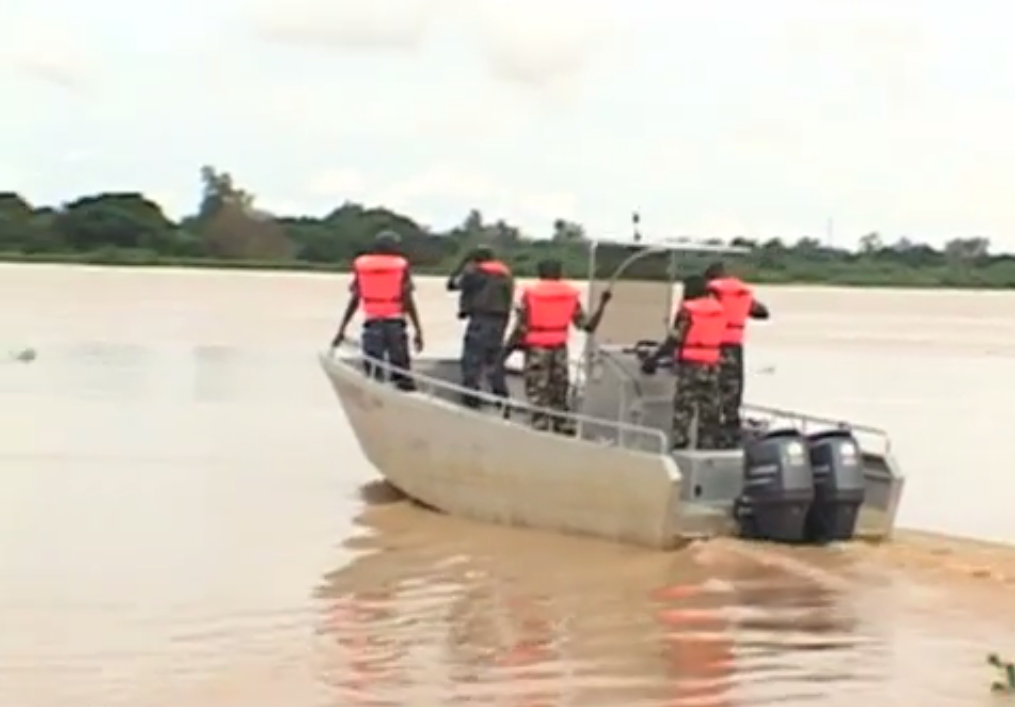
La brigade fluviale de la gendarmerie nationale du Niger en formation sur le fleuve Niger à Niamey

La portion nigérienne du fleuve Niger va du nord du Mali au nord du Nigeria. À la suite des troubles dans ces deux régions (Boko Haram au Nigéria et le conflit au nord du Mali), le Niger a pris des mesures pour assurer des patrouilles adéquates du fleuve Niger au Niger. L’objectif de cette brigade est d’assurer la sécurité des personnes et des ressources sur le fleuve et de prévenir les trafics qui pourraient contribuer aux conflits régionaux. En 2008, la brigade fluviale de la gendarmerie nationale a été créée et équipée de trois patrouilleurs achetés à la France. Le rôle de cette brigade est de mener des patrouilles fluviales à Niamey, Tillaberi et Gaya. La brigade collabore étroitement avec les services des douanes. Des formations et des échanges sont organisés avec des partenaires régionaux tels que le Mali et le Sénégal, ainsi qu'avec la France. 

## Formation
La formation des gendarmes est menée à l'école nationale de la gendarmerie située à Niamey. La formation avait autrefois lieu au camp Tondibiah, camp militaire de Niamey. La première promotion de l’école comprenait 1 000 gendarmes, dont 70 femmes. 

## Club de football
La gendarmerie nationale sponsorise un club semi-professionnel de football, l'Union sportive de la Gendarmerie nationale, qui joue dans le championnat national de football du Niger. 